# Grupa mędrców
Grupa Mędrców (Grupa refleksji, Konwent mędrców /ang. Wise Men Group, High-level Reflection Group) – organ doradczy Unii Europejskiej w sprawie jej przyszłości  utworzony 14 grudnia 2007 na szczycie w Brukseli z inicjatywy francuskiego prezydenta Nicolasa Sarkozy’ego. Grupa zakończyła działalność w maju 2010 wraz z publikacją raportu.

## Zadania
Do głównych zadań Grupy refleksji należało określenie granic zjednoczonej Europy w perspektywie długoterminowej (lata 2020–2030) oraz przyszłości UE. Grupa miała również zająć się wyzwaniami opisanymi w Deklaracji Berlińskiej i przyszłością tzw. europejskiego modelu gospodarczego (godzącego ochronę socjalną z wolnym rynkiem) czy imigracją. Wyraźnie zaznaczono, że do kompetencji grupy nie należy reforma instytucji unijnych i budżetu UE.

## Skład
W październiku 2008 ukształtował się dwunastoosobowy skład grupy:
- Felipe González (przewodniczący) – były premier Hiszpanii (1982–1996)
- Vaira Vīķe-Freiberga (wiceprzewodnicząca) – była prezydent Łotwy (1999–2007)
- Jorma Ollila (wiceprzewodniczący) – były prezes (CEO) Nokii
- Lykke Friis (w latach 2008–2009) – duńska uczona; wystąpiła z grupy w momencie objęcia stanowiska ministra ds. klimatu i energii Danii
- Rem Koolhaas – holenderski architekt i publicysta, laureat Nagrody Pritzkera (2000)
- Richard Lambert(inne języki) – brytyjski dziennikarz
- Mario Monti – włoski polityk i ekonomista, były komisarz UE (1995–2004)
- Rainer Munz(inne języki) – austriacki ekonomista i demograf
- Kalypso Nicolaidis(inne języki) – grecka profesor stosunków międzynarodowych na Uniwersytecie Oksfordzkim
- Nicole Notat(inne języki) – była działaczka związkowa z Francji
- Wolfgang Schuster – prawnik, burmistrz Stuttgartu (od 1997)
- Lech Wałęsa – były prezydent Polski (1990–1995), laureat Pokojowej Nagrody Nobla (1983)

## Raport z działalności
W maju 2010 opublikowano raport z działalności grupy. Wraz z publikacją grupa została rozwiązana.